# Кондря, Константин Абрамович
Константин Абрамович Кондря (также Карол Кондря и Карол Кон; настоящие имя и фамилия — Калмэн (Колмэн) Абрамович Кон; рум. Constantin Condrea; 27 ноября 1920, Дорохой, Молдавия, Румыния — 2 августа 2009, Сиэтл, США) — молдавский поэт, драматург и писатель-сатирик, переводчик, сценарист.

## Биография
Константин Кондря (Колмен Абрамович Кон) родился в молдавском городке Дорохой (сейчас в Ботошанском жудеце Румынии) в 1920 году в семье шойхета. Рос и учился в Плоештах (жудец Прахова), окончил бухарестский лицей «Cultura». В 1940 году с присоединением Бессарабии к СССР, переехал в Кишинёв. Окончил Кишинёвский государственный педагогический институт им. Иона Крянгэ в 1945 году.
Работал в редакциях молдавских газет «Тинеримя Молдовей» (Молодёжь Молдавии) и «Скынтея Ленинистэ» (Ленинская искра), в литературном журнале «Нистру» (Днестр) и сатирическом — «Кипэруш» (Перчик).
Первый стихотворный сборник «Тинереце» (Молодость) вышел в 1949 году, за ним последовал ряд сборников и том избранных стихотворений «Версурь» (Стихи) в 1958 году. В 1950—70-е годы отдельными изданиями выходили юмористические стихи и очерки Кондри, как на молдавском языке, так и в русских переводах: «Стихи» (1955), «Чёрт не дремлет» (1965), «Когда я был справочным бюро» (1979) и другие. Как драматург дебютировал в 1957 году исторической драмой в четырёх действиях «Зиле де кумпэнэ» (Дни испытаний), в русском переводе — «Лихая година» (1959); в 1960 году опубликовал лирическую комедию «Флорь де кымп» (Полевые цветы); в 1971 году на русском языке вышла комедия в трёх действиях «Дети и яблоки» (молдавское издание «Копий ши мереле» — 1961); автор пьес «Человек из Валенсии» и «И даже через сто лет…».
Константин Кондря также автор книг для детей и юношества, сборника о происхождении крылатых слов древнегреческой мифологии (1979), автор сценария художественной ленты «При попытке к бегству» (1965, совместно с С. Шляху), кинокомедии «Свадьба во дворце» (1969), исторической драмы «Дмитрий Кантемир» (1971) и мультипликационного фильма «Кошелёк с денежками» (1970) киностудии Молдова-филм.
Отдельными изданиями в переводах Константина Кондри на молдавский язык вышли «Комедии» (Comedii) Мольера (1954, также «Скупой» и «Учёные женщины» — 1972), «Горный венец» (Cununa munţilor) Петра II Петровича-Негуша (1954), «Земля» (Pământ) Ли Ги Ена (1955), стихи Овсея Дриза (1962), «Школа злословия» (Şcoala calomniei) Ричарда Шеридана (1969), «Кукольный дом» (Casa cu păpuşi) Генрика Ибсена (1971), «Избранные стихотворения» (Cânturi alese) Квинта Горация Флакка (1971), «Пьесы» (Piese) Лопе де Веги (1978), «Трагедии» (Tragedii) Шекспира (1978), «Будденброки» (Casa Buddenbrock) Томаса Манна (1979), «Три мушкетёра» (Cei trei muşchetari) Александра Дюма (1979), «Король забавляется» (Regele se amuză) Виктора Гюго (1981).
С 1979 года — отказник, исключён из молдавского Союза писателей и уволен с работы (в эти годы занимался переводами через знакомых литераторов, например вместе с А. А. Козмеску перевёл на молдавский язык роман И. Г. Эренбурга «Буря»). С 1988 года проживал в Сиэтле, публиковал заметки в русскоязычной прессе Америки (газеты «Русский мир», «Еврейский мир» и «Форвертс»).